# Tall Machada
Tall Machada (arab. تل مخاضة) – wieś w Syrii, w muhafazie Al-Hasaka. W 2004 roku liczyła 72 mieszkańców.